# Myrsine amorosoana
Myrsine amorosoana är en viveväxtart som beskrevs av J.J. Pipoly. Myrsine amorosoana ingår i släktet Myrsine och familjen viveväxter. Inga underarter finns listade i Catalogue of Life.